# AuctionFetish
AuctionFetish(オークションフェティッシュ、フェティッシュは英語で狂信といった意味)はモアイソフトが開発したネットオークション自動入札予約ツールである。
Windows XP以降のWindowsを搭載したパーソナルコンピュータで動作する。
2008年12月12日に初出のバージョン1.00が公開された。
また、2011年8月14日にはバージョン2.00が公開され、現在はヤフオク!と楽天オークションに対応している。

## 概要
自動入札予約ツールはネットオークションで開催されているオークションに、あらかじめ設定された時間になると自動的に入札処理を行い、落札を狙うためのツールである。
同様の入札予約ツールとして、瞬札オークション、AuctionLimitBidderなどがある。
ネットオークションで落札するためのテクニックとして、スナイプというものがある。
これは、オークション終了間際までは入札に参加せず、終了直前(例えば10秒前など)に突然最高値を提示し、そのまま最高落札者として落札してしまおうというものである。
なお、スナイプとは英語で、狙撃という意味がある。
AuctionFetishはそのスナイプを自動で行うためのツールであり、これらのツールを総称してスナイプツールと呼ぶ場合もある。
スナイプには必ずしもツールが必要なわけではないが、その場合オークション終了時間に合わせて素早く入札操作を行う必要があり、手間もかかるし時間も拘束されるが、AuctionFetishを使用することによって、それら一連の動作を自動で行うことが出来る。
また、AuctionFetishはスナイプツールとしては珍しく、ヤフオク!だけでなく、楽天オークションにも対応している。

## 費用
AuctionFetishはフリーウェアとなっており、ユーザーは無料で利用できる。
継続利用もすべて無料であり、商用利用も可能である。
また、当ツールはアフィリエイトを利用している。

## 主な機能
現行バージョンのAuctionFetishにおける機能の一例である。
- 指定時刻・条件(価格・個数・時刻)での自動入札
- 入札時刻を秒単位で指定
- 複数個出品商品の一部・全部入札設定
- 複数の入札タスクを同時に管理・監視
- ショップ出品商品の場合のニュースレター拒否
- 自動ログイン
- 複数アカウント対応
- 入札タスクリストをファイルで管理
- タスクトレイに格納してバックグラウンドで入札
- 入札報告メール送信
- 任意の通知アラーム再生
- 終了後シャットダウン
- 入札テスト機能で動作をあらかじめチェック可能
- ウォッチリストからのインポート
- ヤフオク!のMyショートカットとの同期
- 落札価格調査
- CSVファイルからの入札設定も含めたインポート・エクスポート
- 入札ログの出力
- 入札速度ベンチマーク

## 対応しているオークションサイト
最新バージョンでは以下のネットオークションに対応している。
- ヤフオク!
- 楽天オークション